# Севно (Шмартно-при-Літії)
Севно (словен. Sevno) — поселення в общині Шмартно-при-Літії, Осреднєсловенський регіон, Словенія. 
Висота над рівнем моря: 497,1 м.